# Merlene Frazer
Merlene Frazer (27 dicembre 1973) è un'ex velocista giamaicana.

## Palmarès

### Olimpiadi
- 1 medaglia:
  - 1 argento (Sydney 2000 nella staffetta 4x100 m)

### Mondiali
- 5 medaglie:
  - 1 oro (Tokyo 1991 nella staffetta 4x100 m)
  - 1 argento (Atene 1997 nella staffetta 4x100 m)
  - 3 bronzi (Siviglia 1999 nei 200 m piani; Siviglia 1999 nella staffetta 4x100 m; Edmonton 2001 nella staffetta 4x100 m)

### Giochi panamericani
- 2 medaglie:
  - 1 oro (L'Avana 1991 nella staffetta 4x100 m)
  - 1 bronzo (L'Avana 1991 nei 200 m piani)